# Ernst Hohenstatter
Ernst Hohenstatter (* 1883; † 1954) war ein deutscher Journalist und Schriftsteller.

## Leben
Ernst Hohenstatter studierte Rechtswissenschaft an den Universitäten München und Erlangen sowie Philologie an der Universität München. 1905 wurde er Mitglied des Corps Vandalia München. Nach dem Studium war bis 1914 Redakteur bei den Münchner Neuesten Nachrichten. 1918 wurde er an der Münchener Universität zum Dr. phil. promoviert. 1919 übernahm er die Leitung der Stadtzeitung der Münchner Zeitung. 1923 wechselte er als Leiter der Münchner Redaktion zum in Nürnberg ansässigen Fränkischen Kurier. 1929 kehrte er als Leiter des Stadtteils zur Münchener Zeitung zurück, deren Chefredakteur er von 1933 bis 1935 war. Von 1936 bis 1938 war Hohenstatter, der als nationalkonservativer Redakteur galt, Chefredakteur der Münchner Neuesten Nachrichten.
1929 hatte er die künstlerische Leitung des Münchener Pressefests. Zudem betätigte er sich als Autor von Theaterstücken, Singspielen und Libretti.
Ernst Hohenstatter wurde auf dem Waldfriedhof in München bestattet.

## Schriften
- ‘s Schlierseer-Büchl, 1917
- Über die politischen Romane von Robert Prutz, 1918
- Der arme Poet, ein Singspiel nach Spitzweg, 1923
- Spitzwegmärchen, 1924
- In einem kühlen Grunde – Singspiel, 1935
- Die giftigen Schwammerl